# Gauchissement de la Voie lactée
Le gauchissement de la Voie lactée consiste en une déviation d'une partie de la matière de la Voie lactée hors de son plan. Il est connu depuis 1957,, lors des premières observations de la raie d'hydrogène neutre à 21 cm. Depuis, on a découvert qu’environ la moitié des galaxies sont gauchies[réf. nécessaire]. Plusieurs formes de gauchissement sont présentes dans l'univers : gauchissement en forme d'intégrale (la plus courante), gauchissement en forme de U et les gauchissements plus asymétriques (comme celui de notre galaxie).
De nombreuses tentatives afin d'expliquer ce phénomène ont été produites, sans aucun résultat probant. Une description non exhaustive des théories pour expliquer le gauchissement est donnée dans les sections suivantes. Les théories ne sont pas tant séparées les unes des autres mais qu'une combinaison de plusieurs phénomènes est souvent mise en jeu pour expliquer l'allure du gauchissement tel qu'il est rencontré dans la Voie lactée. La compréhension du phénomène de gauchissement pourrait nous donner des contraintes sur la formation des galaxies, sur leur cinétique, sur leur halo, leur halo de matière sombre, ainsi que sur les interactions entre une galaxie et ses satellites.

## Vibrations permanentes au sein de la Voie lactée
Une galaxie spirale peut être modélisée par un ensemble d’anneaux concentriques, chaque anneau possédant un mode normal de vibration. Le gauchissement peut être interprété comme étant le mode normal du disque de la galaxie, et ce mode normal perdurerait si le disque de la galaxie était isolé. Le disque n’est évidemment pas isolé et le halo qui entoure le disque va avoir une réponse à ce gauchissement. Celle-ci est d’essayer de ramener le disque dans l’alignement, ce qui va créer une précession des différents anneaux concentriques qui modélisent le disque. Or cette précession va à nouveau avoir comme effet de gauchir le disque.
La force de restauration gravitationnelle est plus faible dans les zones où la densité est plus faible. Ainsi, on observe le gauchissement seulement dans les parties externes du disque.
L’approximation du gauchissement de la galaxie NGC 4013 par ce modèle donne de très bons résultats et est tout à fait plausible pour expliquer le gauchissement. Cependant certaines approximations sont faites : le halo est considéré comme un corps rigide qui est insensible au gauchissement du disque, les halos internes et externes sont alignés en tout temps, des modes discrets se propagent à l’intérieur du disque et le disque d’une galaxie spirale peut, être, traité comme un ensemble d’anneaux concentriques rigides.
Levine et al. ont approximé la forme de la couche d’hydrogène de la Voie lactée par un ensemble de modes de Fourier. La forme globale du gauchissement est alors représentée par la somme de trois modes de Fourier de fréquences m=0 (gauchissement en forme de U), m=1 (gauchissement en forme d’intégrale), m=2 (gauchissement en forme de selle de cheval).

## Accrétion de matière interstellaire
Une des premières théories qui a été avancée afin de tenter d’expliquer le gauchissement de galaxies est une accrétion continue permanente de matière interstellaire, qui amène un moment angulaire à la galaxie.
Cette idée a été avancée car il est connu que pour que les galaxies du Groupe Local puissent être en interaction gravitationnelle, une quantité non négligeable de matière interstellaire doit être présente.
Selon Kahn et Woltjer, la galaxie se déplace à travers le centre galactique à une vitesse de 100 km/s. Ainsi, le halo se déplace à travers le gaz interstellaire. Le champ magnétique du halo transmettrait la pression du gaz sur le disque. Le champ magnétique du disque transmettrait en retour une force de restauration de plus en plus faible avec la distance au centre galactique, ce qui induirait le gauchissement de la galaxie. Cette théorie est en accord avec le fait que le gauchissement n’est visible que dans les parties externes de la galaxie.
Cette idée a été reprise par López-Corredoira et al., qui ont supposé que c’est la réorientation des différents anneaux du disque qui compense une précession différentielle générée par un moment de torsion dû à une force extérieure. Cette force extérieure pourrait être due à une accrétion de matière interstellaire (privilégiée par les auteurs), par des interactions gravitationnelles avec une galaxie satellite (non possible dans le cas de la Voie lactée), et par un fort champ magnétique. Selon eux, la Voie Lactée a une vitesse de 100 km/s au sein du Groupe local et elle se déplace à travers la matière interstellaire. Ce milieu ayant une densité de 10−25 kg/cm3, cela suffirait à produire une force externe assez grande pour expliquer le gauchissement de la Voie lactée. La matière totale ainsi accréditée serait d'une masse solaire par an, ce qui est en accord avec le problème des naines G (le déficit d’étoiles ayant une métallicité pauvre, qui est expliqué par une accrétion continue de matière interstellaire).
Une très bonne approximation du gauchissement de la Voie lactée est ici produite. Cependant, pour appliquer ce modèle, plusieurs approximations ont été faites : la présence ou l’absence d’un halo très massif ne va pas modifier qualitativement les arguments, les changements quantitatifs sont du même ordre (un halo très massif garderait les anneaux plus serrés, le gauchissement serait alors réduit de moins de 40 % pour un rayon inférieur à 16 kpc), la matière est directement accréditée par le disque et non par le halo (hypothèse en accord avec l’évolution chimique du disque), la plupart de la masse de la galaxie est à l’intérieur de 20 kpc.

## Effets de marée gravitationnelle
Dès 1957 lorsque le gauchissement de la galaxie a été découvert, des premiers calculs grossiers ont été faits, qui montraient que le gauchissement de la galaxie ne pouvait être dû à des effets de marée gravitationnelle avec les grands nuages de Magellan,. Mais cette théorie n’a jamais vraiment été abandonnée, car le gauchissement apparaît dans la direction du Grand Nuage de Magellan, ce qui pourrait indiquer une origine magellanique pour le gauchissement de la Voie lactée. Toutefois, Garcia-Ruiz et al. argumentent que si des interactions avec une galaxie satellite sont à l’origine du gauchissement, cette galaxie devrait être dans la direction des nœuds d’intersection entre le plan de la galaxie et celui du gauchissement. Ce qui correspondrait alors à la direction de la galaxie naine du Sagittaire.
Dans tous les modèles aujourd’hui présentés pour expliquer le gauchissement de la Voie lactée par une origine gravitationnelle, c’est en réalité une combinaison de plusieurs effets qui expliquent le gauchissement car les effets gravitationnels seuls ne suffisent pas à expliquer l’importance du gauchissement de la Voie lactée.
Weinberg et al. ont repris le modèle de Levine et al. qui approximait le gauchissement de la galaxie comme une somme de modes de Fourier. Ils ont modélisé le gauchissement de la Voie lactée grâce à un modèle qui produit des distorsions du halo de matière sombre. C’est l’effet combiné des résonances de l’orbite des nuages de Magellan et des interactions avec le halo de matière sombre sur le disque qui serait à l'origine du gauchissement. Ce modèle explique bien les prépondérances des modes 0, 1 et 2 trouvées par Levine et al.

## Distribution de la matière noire
Le gauchissement de la Voie lactée pourrait s'expliquer par « des perturbations au sein de la distribution de matière noire de la Galaxie, elles-mêmes provoquées par le mouvement de galaxies satellites ».